# سیارک ۴۴۴۹
سیارک ۴۴۴۹ (به انگلیسی: 4449 Sobinov، نامگذاری:1987RX3) چهار هزار و چهارصد و چهل و نهمین سیارک کشف شده‌است که در ۳ سپتامبر ۱۹۸۷ کشف شد.
قدر مطلق سیارک برابر ۱۱٫۲۰ است.